# Trofee Maarten Wynants (vrouwen)
De Trofee Maarten Wynants voor vrouwen is een eendaagse wielerwedstrijd voor vrouwen, die sinds 2014 wordt georganiseerd. Ze draagt de naam van wielrenner Maarten Wynants en wordt in mei verreden in en rond Helchteren in Belgisch Limburg. De wedstrijd, die deel uitmaakt van de Lotto Cycling Cup, promoveerde in 2017 van de UCI 1.2 naar de UCI 1.1-categorie. In 2020 en 2021 werd de wedstrijd niet verreden vanwege de coronapandemie.

## Erepodium
| Jaar | Winnares                             | Tweede                               | Derde                                |
| ---- | ------------------------------------ | ------------------------------------ | ------------------------------------ |
| 2014 | Maaike Polspoel                      | Amy Cure                             | Liesbet De Vocht                     |
| 2015 | Natalie van Gogh                     | Lotte Kopecky                        | Sara Mustonen                        |
| 2016 | Lotte Kopecky                        | Lauren Kitchen                       | Kelly Druyts                         |
| 2017 | Marianne Vos                         | Maria Giulia Confalonieri            | Eva Buurman                          |
| 2018 | Marta Bastianelli                    | Monique van de Ree                   | Lorena Wiebes                        |
| 2019 | Elisa Balsamo                        | Laura Tomasi                         | Marjolein van 't Geloof              |
| 2020 | niet verreden vanwege coronapandemie | niet verreden vanwege coronapandemie | niet verreden vanwege coronapandemie |
| 2021 | niet verreden vanwege coronapandemie | niet verreden vanwege coronapandemie | niet verreden vanwege coronapandemie |
| 2022 | Scarlett Souren                      | Jennifer van der Voort               | Rixt Hoogland                        |
| 2023 | Chiara Consonni                      | Amalie Dideriksen                    | Maria Martins                        |
| 2024 | Anniina Ahtosalo                     | Scarlett Souren                      | Chiara Consonni                      |
| 2025 | Martina Fidanza                      | Tereza Neumanova                     | Nienke Veenhoven                     |

### Overwinningen per land
| Overwinningen | Land              |
| ------------- | ----------------- |
| 3             | Italië, Nederland |
| 2             | België            |
| 1             | Finland           |